# Ozobranchus margoi
Ozobranchus margoi är en ringmaskart som först beskrevs av Apathy 1890.  Ozobranchus margoi ingår i släktet Ozobranchus och familjen Ozobranchidae. Arten är reproducerande i Sverige. Inga underarter finns listade i Catalogue of Life.